# Mikolàïvka (Simferòpol)
|  | Per a altres significats, vegeu «Mikolàïvka». |

Mikolàïvka (ucraïnès: Миколаївка, rus: Николаевка, Nikolàievka) és un assentament de tipus urbà (possiólok) de la República Autònoma de Crimea a Ucraïna, que el 2014 tenia 2.817 habitants. Pertany al districte de Simferòpol.